# Dick Manley
Dick Manley (ur. 17 lutego 1932 w Exeter, zm. 9 czerwca 2021) – angielski rugbysta grający na pozycji rwacza, reprezentant kraju, triumfator Pucharu Pięciu Narodów 1963, następnie działacz.
W barwach Exeter zadebiutował w sezonie 1950/1951, występował przede wszystkim jako rwacz, a okazjonalnie jako skrzydłowy ataku. Rozegrał dla klubu czterysta spotkań kończąc karierę w sezonie 1966/1967. Powoływany był także do drużyny hrabstwa Devon zwyciężając z nim w mistrzostwach angielskich hrabstw w sezonie 1956/1957. Dziesięciokrotnie zagrał także dla Barbarians. W angielskiej reprezentacji rozegrał cztery testmecze w Pucharze Pięciu Narodów 1963 prócz trofeum zdobywając także Wielkiego Szlema. Ceniony był za szybkość w grze otwartej, świetną grę ręką oraz instynkt w grze obronnej.
W 1994 roku został wybrany prezesem Exeter, którą to rolę pełnił do roku 2014. Był to okres dużych zmian w klubie – przejścia na profesjonalizm, przeprowadzki na Sandy Park i pierwszego awansu do Premiership.
Uczęszczał do Hele School, prowadził działalność jako stolarz, przez co odmawiał wyjazdów na zagraniczne tournée. Żonaty z Pamelą, syn David.